# Barbara Paulus
Barbara Paulus (* 1. September 1970 in Wien) ist eine ehemalige österreichische Tennisspielerin.

## Karriere
1985 bestritt sie nach einer Ausbildung im Leistungszentrum in der Südstadt ihr erstes Tennisturnier auf internationaler Ebene.
Sie gewann in ihrer Karriere sechs Turniere auf der WTA Tour, kam weitere zwölf Mal in ein Finale und wurde am 18. November 1996 erstmals in den Top 10 der Weltrangliste geführt.
Von 1989 bis 1997 spielte sie für die österreichische Fed-Cup-Mannschaft, für die ihr neun Siege gelangen (bei 13 Niederlagen).
1998 trat sie wegen Problemen mit den Handgelenken und Ellenbogen vom Profitennis zurück. 2001 wagte sie ein Comeback, beließ es aber bei einem Versuch (Erstrundenniederlage).
Barbara Paulus lebt mit dem Tischtennisspieler Martin Doppler in Maria Enzersdorf zusammen und hat mit ihm einen Sohn.

## Erfolge

### Einzel

#### Turniersiege
| Nr. | Datum             | Turnier         | Kategorie    | Belag     | Finalgegnerin    | Ergebnis      |
| --- | ----------------- | --------------- | ------------ | --------- | ---------------- | ------------- |
| 1.  | 22. Mai 1988      | Genf            | WTA Tier V   | Sand      | Lori McNeil      | 6:4, 5:7, 6:1 |
| 2.  | 27. Mai 1990      | Genf            | WTA Tier IV  | Sand      | Helen Kelesi     | 2:6, 7:5, 7:6 |
| 3.  | 17. Mai 1995      | Warschau        | WTA Tier III | Sand      | Alexandra Fusai  | 7:6, 4:6, 6:1 |
| 4.  | 19. November 1995 | Pattaya         | WTA Tier IV  | Hartplatz | Yi Jingqian      | 6:4, 6:3      |
| 5.  | 11. August 1996   | Maria Lankowitz | WTA Tier IV  | Sand      | Sandra Cecchini  | 0:0 Aufgabe   |
| 6.  | 27. Juli 1997     | Warschau        | WTA Tier III | Sand      | Henrieta Nagyová | 6:4, 6:4      |

weitere Finalteilnahmen (12)
- 1988: Sofia
- 1989: Arcachon
- 1990: Sydney
- 1990: Palermo
- 1990: Filderstadt
- 1996: Moskau
- 1996: Auckland
- 1996: Hilton Head
- 1996: Straßburg
- 1996: Warschau
- 1996: Moskau
- 1997: Luxemburg

### Doppel

#### Turniersieg
| Nr. | Datum           | Turnier | Kategorie  | Belag | Partnerin         | Finalgegnerinnen               | Ergebnis      |
| --- | --------------- | ------- | ---------- | ----- | ----------------- | ------------------------------ | ------------- |
| 1.  | 14. August 1988 | Sofia   | WTA Tier V | Sand  | Conchita Martínez | Sabrina Goleš Katerina Maleewa | 1:6, 6:1, 6:4 |

## Auszeichnungen
- 2002: Goldenes Ehrenzeichen für Verdienste um das Bundesland Niederösterreich